# Rosenwasser

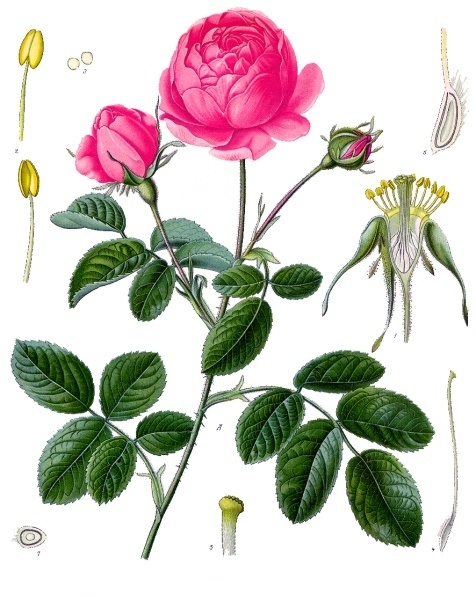
Rosa centifolia

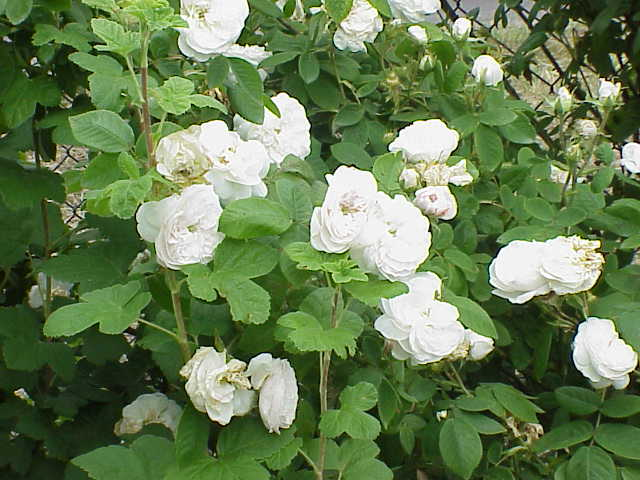
Rosa damascena

Rosenwasser ist ein ätherisches Wasser der Rose oder Rosa centifolia, aber auch der Heckenrose (Rosa canina), das bei der Destillation von Rosenöl aus Rosenblüten anfällt. Es wird auch Rosen-Hydrolat genannt. Die Duftwirkung von Rosenwasser ist dem 2-Phenylethanol zu verdanken.

## Anwendungen
Im Mittelalter verstand man unter Rosenwasser (lateinisch aqua rosarum) wahrscheinlich sowohl einen Absud als auch (später) ein alkoholisches Destillat. Das bereits im Mittelalter hergestellte und (etwa mit dem Circa instans um 1150) bekanntgemachte Rosenwasser ist eine wichtige Zutat von bestimmten Marzipansorten und wird auch zur Aromatisierung anderer Speisen vor allem in der arabischen, indischen, iranischen und französischen Küche verwendet. Rosenwasser fand auch Verwendung zur Verfälschung der Duftdroge Ambra. Eine aufwändigere Variante des in Indien beliebten Joghurtgetränks Lassi [लस्सी] ist das mit etwas Rosenwasser aromatisierte Gulab-i Lassi [गुलाबी लस्सी]. Rosenwasser findet auch Verwendung bei der Herstellung von Kosmetik-Produkten, vor allem für die Hautpflege. Eine mit Rosenwasser aromatisierte türkische Süßspeise, die vorwiegend während des Fastenmonats Ramadan angeboten wird, ist Güllaç.
In Iran erfolgt die Herstellung traditionell durch Kochen der von Mai bis Juni gesammelten Rosenblüten in Kupferkesseln und Auffangen des über ein Rohrsystem geleiteten Dampfes in wassergekühlte Kupferkannen, aus denen das halbfeste Rosenöl abgeschöpft wird.
Echtes Rosenwasser, das ein stark verdünntes Destillat aus Rosenblütenblättern ist, darf nicht mit einem Auszug (Mazerat) aus Rosenblüten verwechselt werden. Dieser Auszug kann selbst hergestellt werden, indem duftende Blütenblätter mit destilliertem Wasser an einem warmen Ort für einige Tage ziehen, anschließend ausgepresst werden und die Flüssigkeit schließlich abgeseiht wird, wobei aus Gründen der Haltbarkeit noch reiner Alkohol zugesetzt werden sollte.
Aus Rosenwasser, Orangen- und Granatapfelsaft wird auch ein alkoholfreier Champagner-Ersatz hergestellt. Dieser wird unter anderem bei Motorsportveranstaltungen in den arabischen Ländern anstelle von Champagner verspritzt.

## Hersteller-Regionen
- Qamsar in Iran, größter Hersteller von Rosenwasser im Mittleren Osten
- Dschabal al-Achdar (Oman), bekannt für Rosenwasser-Produktion.
- Qsarnaba, Libanon, traditionelle Anbauer von Rosen und Hersteller von Rosenwasser.
- Rosental (Bulgarien), größte „Quelle“ von Rosenwasser in Europa.
- Ghazipur, im indischen Bundesstaat Uttar Pradesh
- El-Kelâa M’Gouna in Marokko

Weitere Hersteller finden sich im Libanon und in der Türkei.